# Парадний вхід

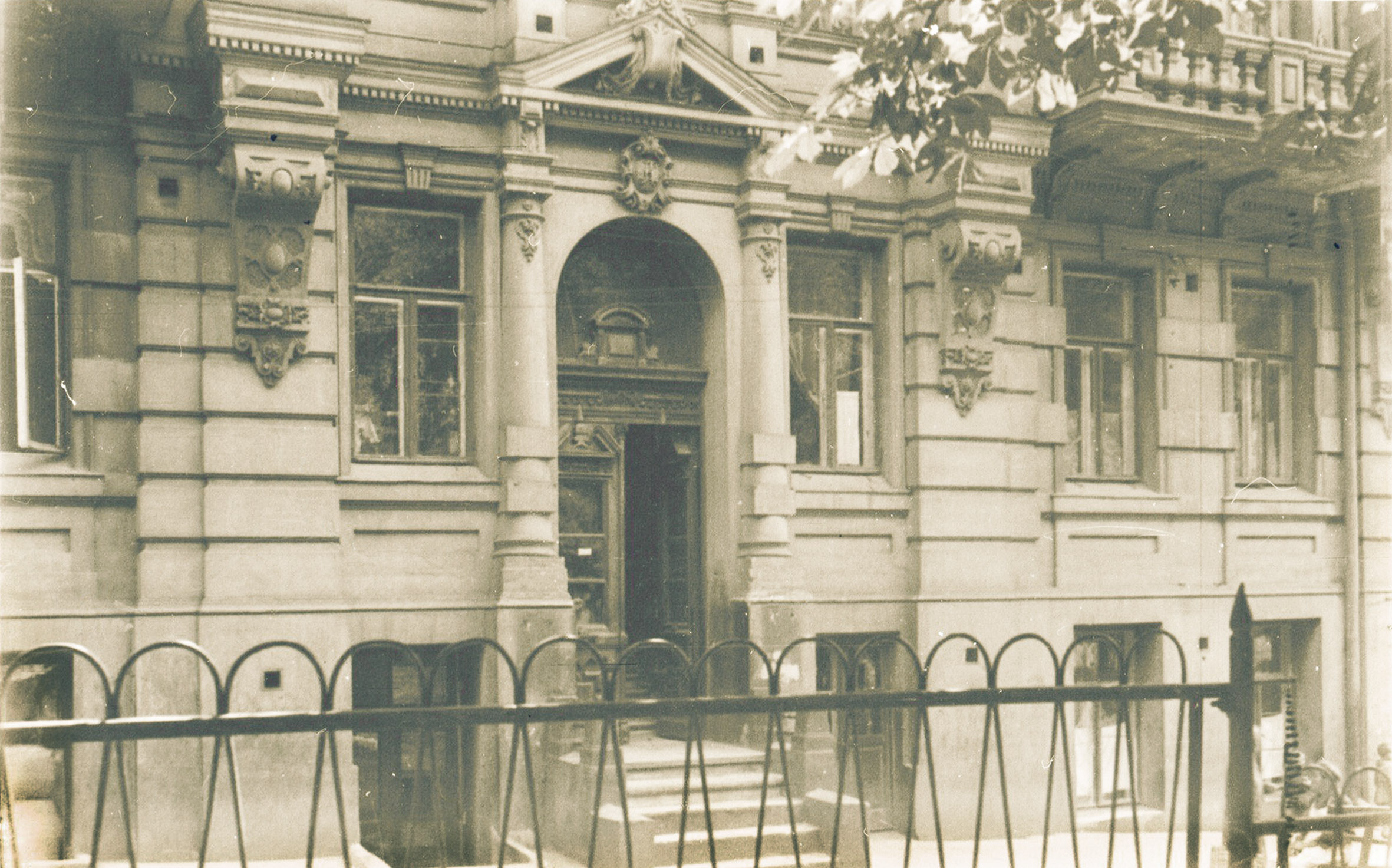
Парадний вхід. Садиба на вулиці Антоновича в Києві (фото 1932 рік)

Пара́дний вхід — головний вхід у будівлю в класичній архітектурі, головний під'їзд. У Києві під терміном «парадне» розумілись не тільки вхід і двері, а також сходова кліть.

## Опис

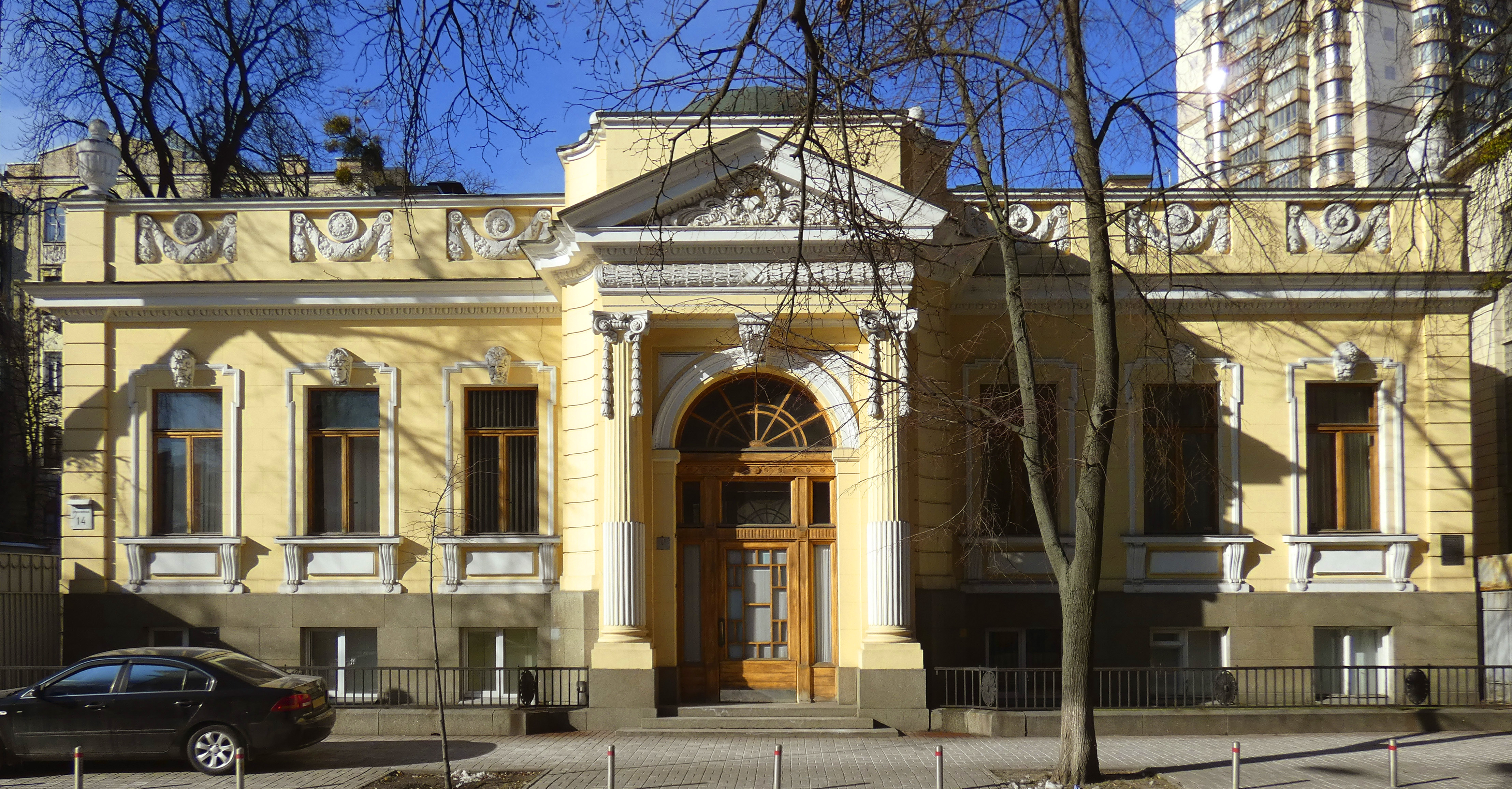
Парадний вхід. Палац на Липках

Джон Малік зазначав, що облаштування парадного входу і сходів — це те, що відрізняє архітектуру від простого будівництва. Так, Париж, за його словами, — це «місто, написане дверима».
В історії архітектури парадному входу і сходам надавалось велике значення. Урочисто оздоблені сходи виконували насамперед представницькі функції. У добу історизму в Європі було збудовано багато вілл з багатомаршевими сходами. Це сталось у наслідок подальшого розвитку архітектури одноповерхових англійських залів, з яких сходи вели на верхній поверх.
Садибні кам'яниці й прибуткові будинки у ХІХ — на початку ХХ сторіччя мали сходи при обох фасадах. Головний, передній вхід називався парадним, оскільки відзначався пишністю та урочистістю і призначався для власників, винаймачів і гостей. А з протилежного боку, з подвір'я, розташовувався «чорний хід» для прислуги. Чорний хід був один або два на кожну секцію. Окрім того, інколи передбачалися бічні і, для потреби, крамничні двері.

## Ґанок

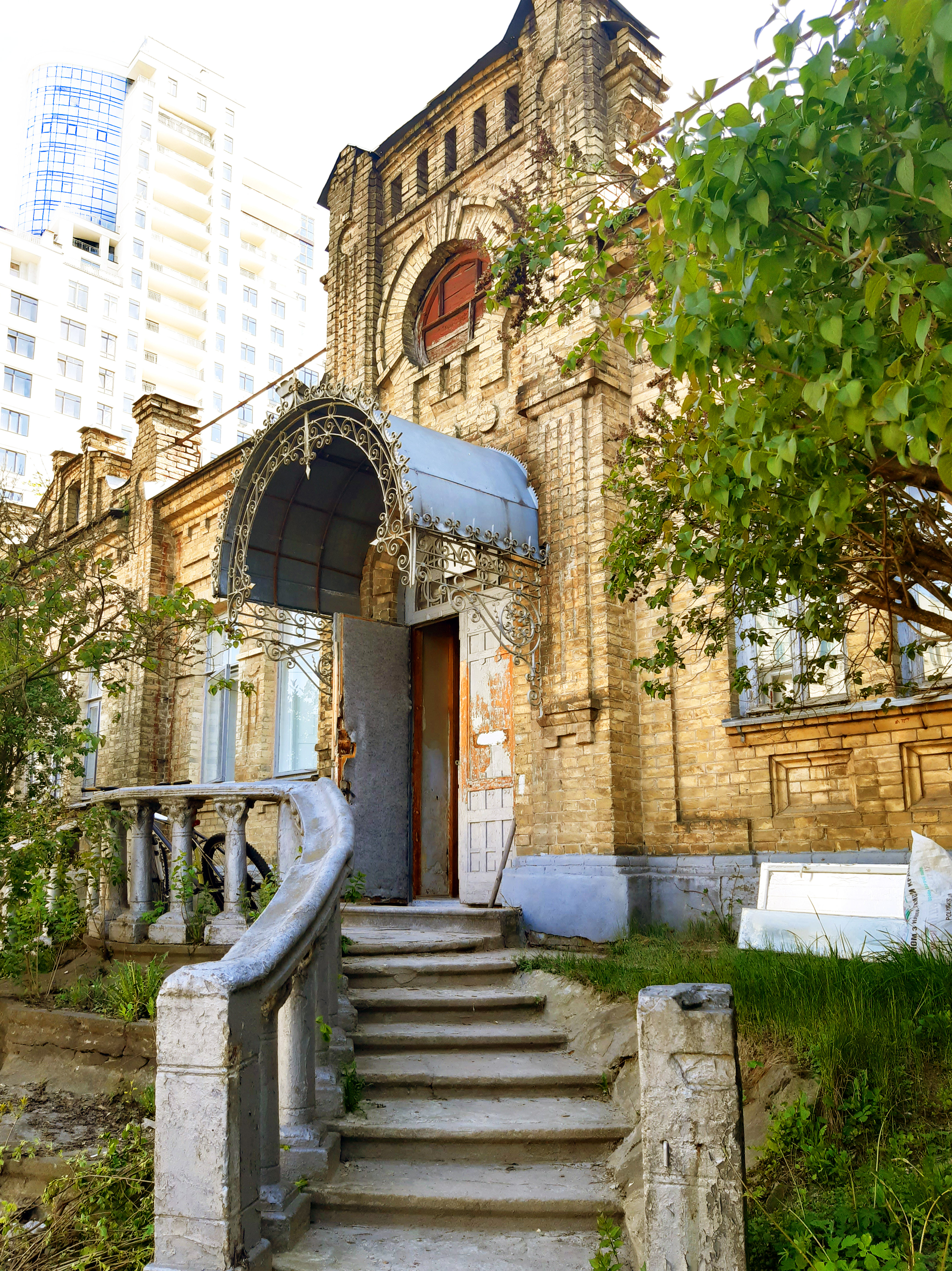
Ґанок і сходи з балясинами. Київська кам'яниця на Нагірній

Ґанки облаштовувалися в одноповерхових кам'яницях, а з кінця XIX століття і в багатоповерхових будинках. Іноді до них вели урочисті сходи з балясинами (київська кам'яниця на Нагірній вулиці) і навіть місток (Замок доктора).
Ґанок накривався піддашком або так званою «парасолею» на чавунних консолях або колонах. Іноді його функції виконували балкони, як, наприклад, у будинках на київських вулицях Ярославів Вал, 3, Терещенківська, 17 тощо.

## Вхідні двері

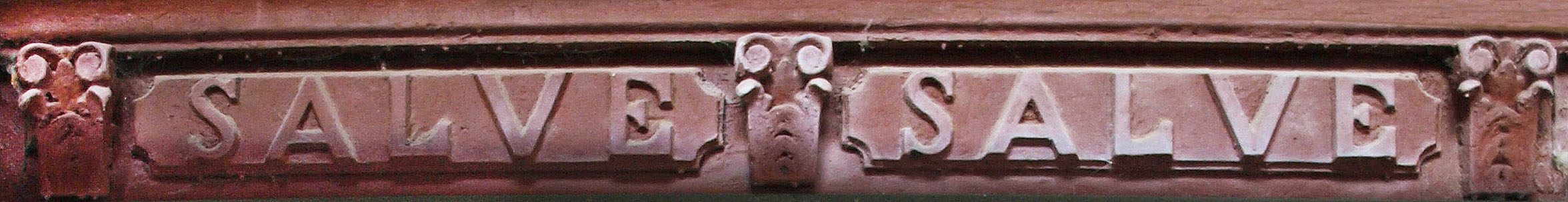
Латинське вітання «Salve» над дверима київського будинку (Ярославів Вал, 26-Б)

У Києві парадні двері були переважно двостулкові. У будинках із вестибюлем ставили подвійні двері. Перші двері відчинялись назовні, другі — всередину. Якщо планувалось приміщення для швейцара чи двірника, то окремий вихід з вестибюля вів до брами або хвіртки.
Зустрічаються надписи над дверима або на порозі, як-от латинське вітання «Salve» (Ярославів Вал, 26-Б).

## Вестибюль
Вестибюль декорувався ліпниною, розписом, сюжетними композиціями, керамічною плиткою. Наприклад, будинок на Ярославовому Валу, 21/20 оздобили медальйонами з портретами Тараса Шевченка, Івана Франка, Лесі Українки і Марії Заньковецької.
У респектабельних прибуткових будинках вішали дзеркала, прикрашали вазами і скульптурами, обладнували домофоном («розмовною трубою»).
Підлога покривалась мармуром і метлахською плиткою.
Для швейцарів виділяли окреме приміщення з лавою.

## Сходова кліть
Сходова кліть, як правило, розташовувалась у фасадній частині. Сходи робили із залізобетону. В елітних кам'яницях їх обличковували мармуром.
Огородження були дерев'яні, залізні, залізобетонні. Іноді їх оздоблювали візерунком або мереживом.
Освітлювались сходи денним світлом, ліхтарями або електрикою.
На сходових майданчиках влаштовано входи до квартир. Вхідні двері були двостулкові, з латунною ручкою і врізним, пластинчастим замком. Із середині двері замикались замком, сталевим засувом і фіксувались ланцюжком. На лівій стулці дверей чіпляли номер квартири, механічний (із поворотним важелем), згодом електричний дзвінок і поштову скриньку з надписом «Для листів», «пол. Listy і gazety», «фр. Letteres» тощо.

## Галерея

Парадний вхід
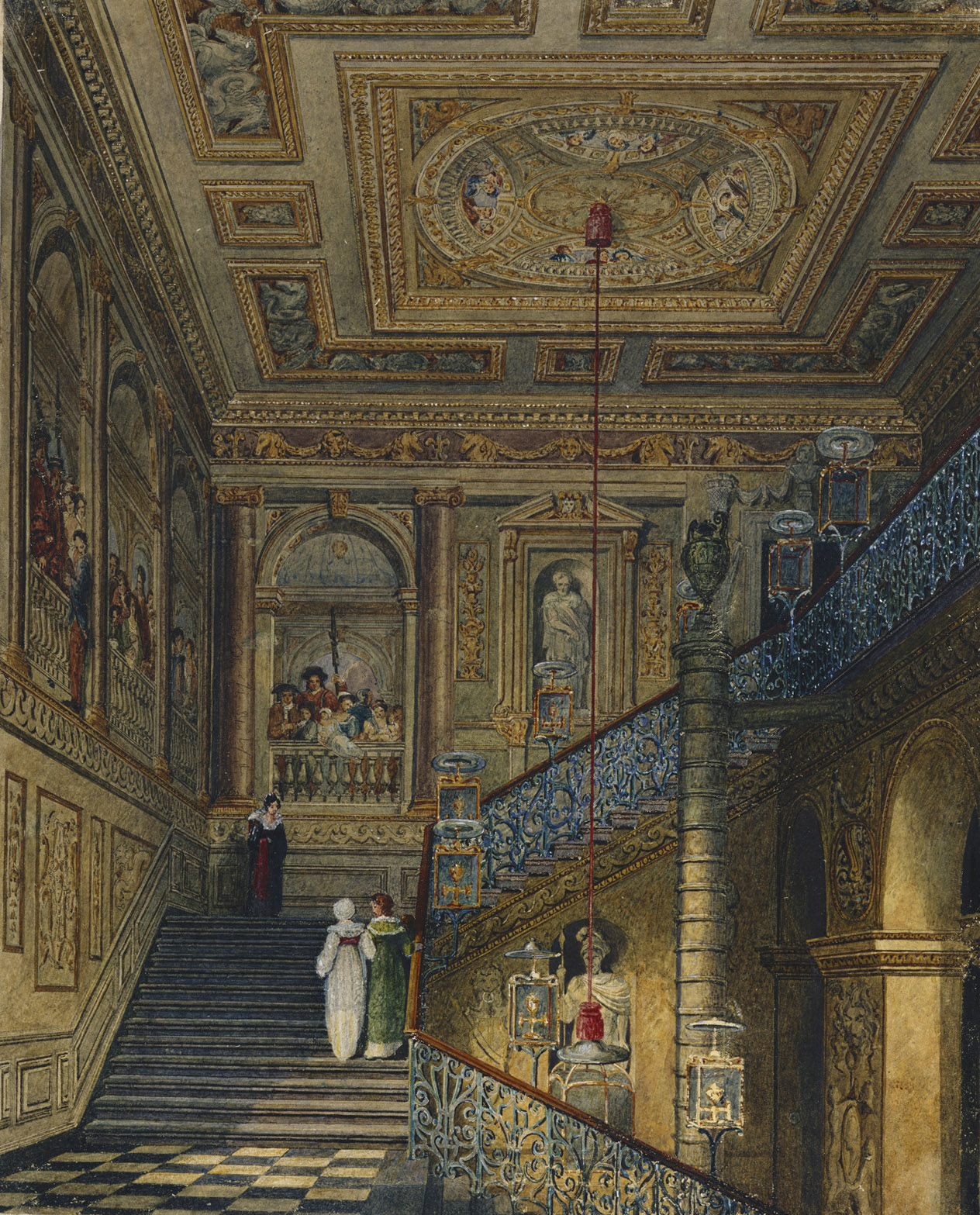
Сходи в Кенсінгтонському палаці (1819)
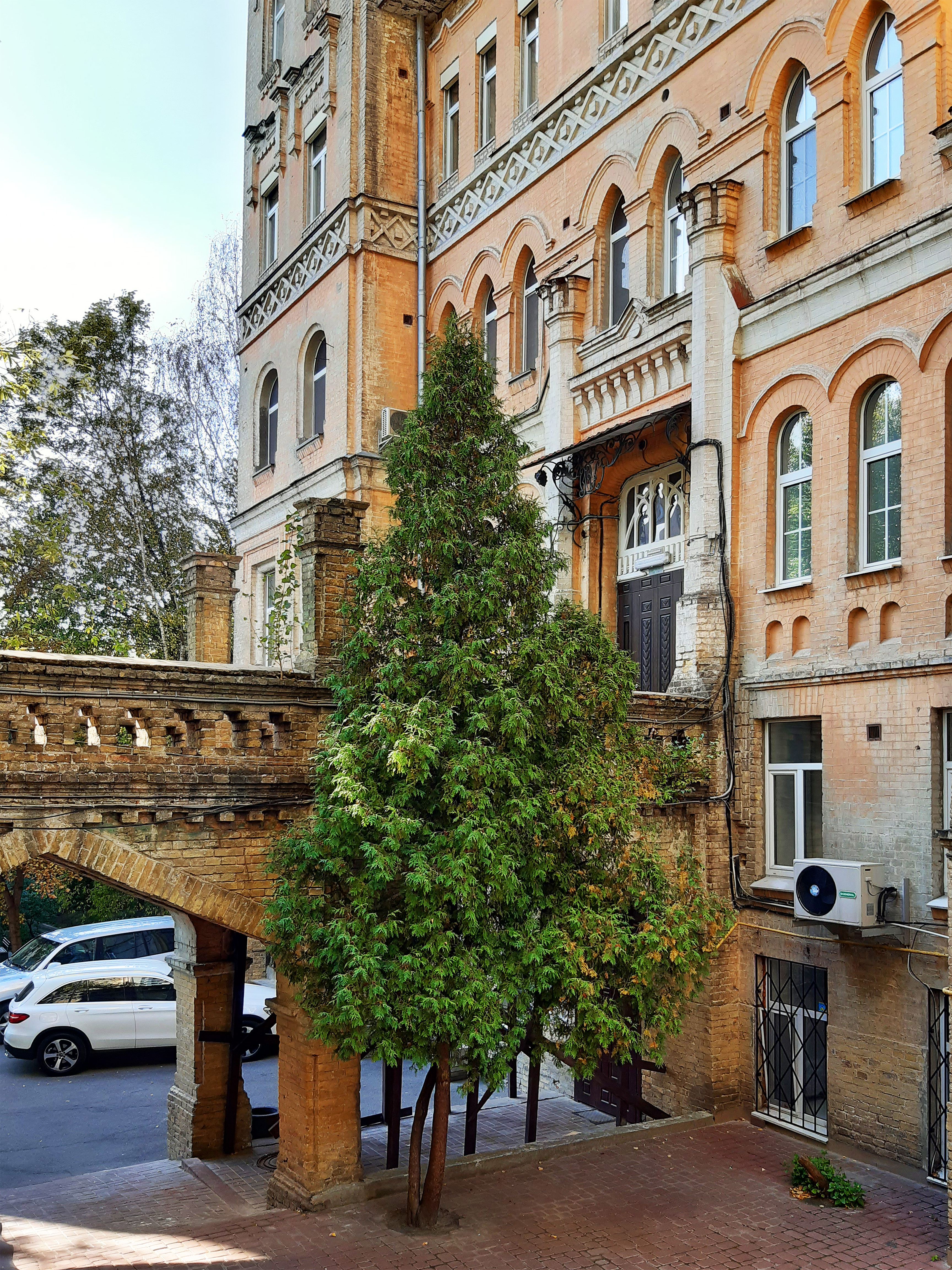
Місток перед входом. Замок доктора
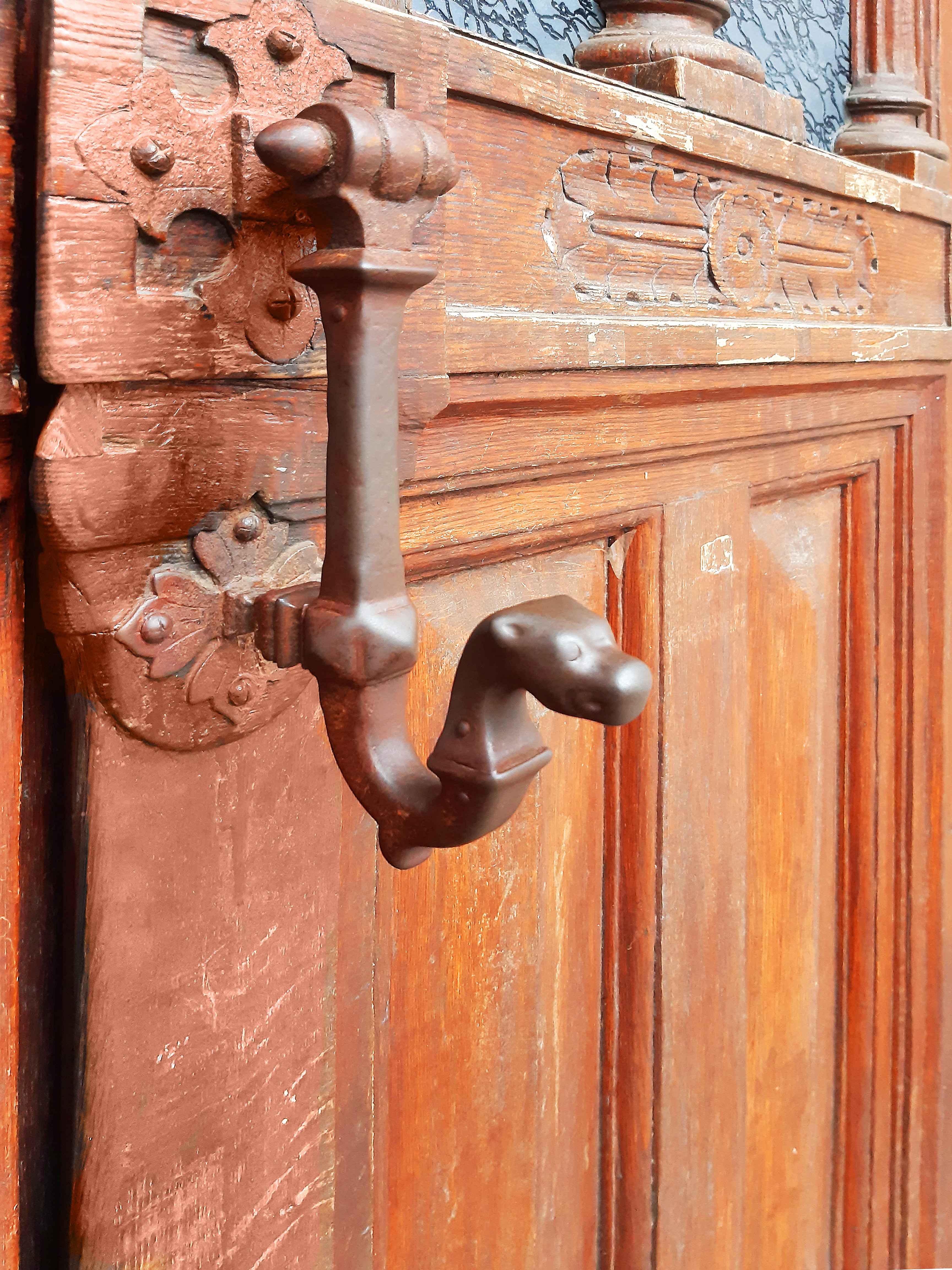
Клепало (для стукання у двері). Маєток Олександра Терещенка
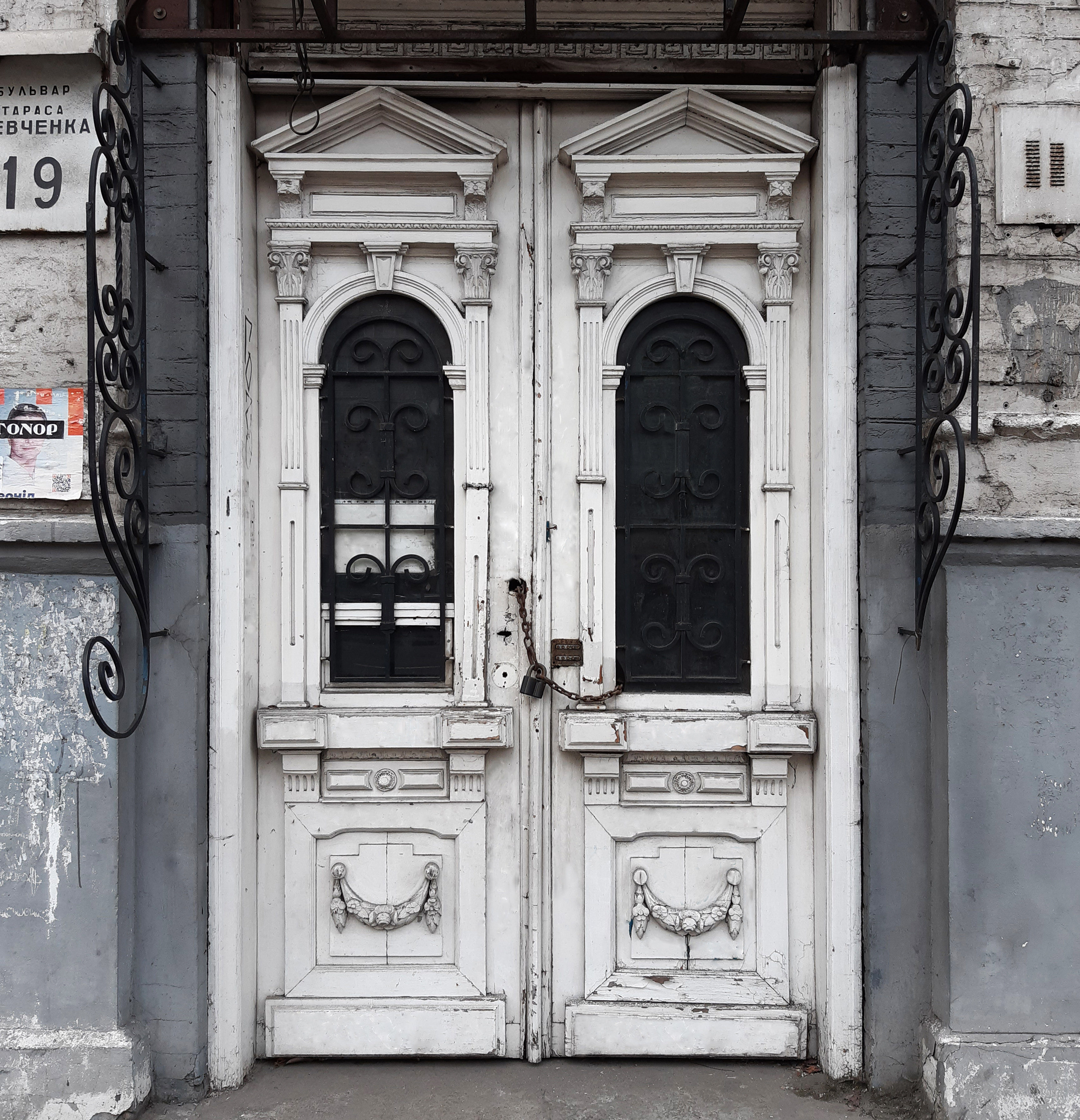
Двостулкові двері. Кам'яниця з драконами